# Hunters (série télévisée, 2016)
Pour les articles homonymes, voir Hunter.
Hunters est une série télévisée américaine en treize épisodes de 42 minutes créée par Natalie Chaidez, basée sur le roman Alien Hunter de Whitley Strieber, et diffusée entre le 11 avril 2016 et le 12 juillet 2016 sur Syfy et en simultané sur Showcase au Canada.
Cette série est inédite dans tous les pays francophones.

## Synopsis
À la suite de la disparition soudaine de sa femme, un agent du FBI voit ses recherches l'amener jusqu'à une unité spéciale et secrète du gouvernement, constituée pour traquer un autre genre de terroristes, des criminels venus d'un autre monde.

## Distribution
- Nathan Phillips : Flynn Carroll
- Britne Oldford : Alison Regan
- Mark Coles Smith : Dylan Briggs
- Lewis Fitz-Gerald : Truss Jackson
- Laura Gordon : Abby Carroll
- Shannon Berry : Emme Dawson
- Gareth Davies : Jules Callaway
- Sarah Peirse : Finnerman
- Edwina Wren : Michelle James
- Julian McMahon : Lionnel McCarthy

## Production
Le projet a débuté en octobre 2013.
Le 24 septembre 2014, Syfy annonce la commande de treize épisodes.
Le casting principal n'a débuté qu'en juin 2015, dans cet ordre : Nathan Phillips, Britne Oldford et Julian McMahon.
La production a débuté à Melbourne en Australie en août 2015.
Le 8 juillet 2016, la série est annulée

## Épisodes
1. titre français inconnu (The Beginning & The End)
2. titre français inconnu (Messages)
3. titre français inconnu (Maid of Orleans)
4. titre français inconnu (Love and Violence)
5. titre français inconnu (Her Body in My Soul)
6. titre français inconnu (Bunker Soldier)
7. titre français inconnu (Kissing the Machine)
8. titre français inconnu (The More I See You)
9. titre français inconnu (Promise)
10. titre français inconnu (Our System)
11. titre français inconnu (Telegraph)
12. titre français inconnu (Pretending to See the Future)
13. titre français inconnu (New Holy Ground)

## Accueil

### Réception critique
La première saison est accueillie de façon glaciale par la critique. L'agrégateur de critiques Metacritic lui accorde une note de 35 sur 100, basée sur la moyenne de 11 critiques.
Sur le site Rotten Tomatoes, elle obtient une note moyenne de 0 %, sur la base de 13 critiques.
Pierre Langlais pour Télérama déplore « une mise en scène glauque », des « personnages unidimensionnels, [des] dialogues plombants, [des] acteurs terriblement sérieux (et médiocres) ».